# René-Jean Champigny-Clément
Pour les articles homonymes, voir Champigny.
René-Jean Champigny-Clément, né à Chinon le 27 décembre 1751 et mort le 2 août 1819 à Sloten, est un homme politique français.
À ne pas confondre avec son cousin Louis Champigny-Aubin, autre conventionnel d'Indre-et-Loire.

## Biographie
René-Jean Champigny-Clément est le fils de René Champigny, marchand, et de Marie Anne Desmé. Il épouse Marie Jaquette Clément, fille d'un négociant de Chinon.
Il est négociant à Chinon lorsqu'il est élu député d'Indre-et-Loire à la Convention nationale le 7 septembre 1792, par 206 voix sur 487 votants. 
Modéré, il est extrêmement discret tout au long de son mandat. Lors du procès de Louis XVI, il se déclare pour la réclusion et la déportation un an après la paix. Le 16 février 1794, un décret de la Convention lui permet de partir en congé pour "maladie". Il ne fait plus parler de lui jusqu'à la fin de la session et n'est pas réélu aux Conseils en 1795.
En 1815, Champigny-Clément prend parti pour Napoléon Ier lors des Cent-Jours, ce qui lui vaut d'être inquiété à la Seconde Restauration. En novembre, il est écroué à la maison d'arrêt de Tours comme bonapartiste, puis expulsé du royaume deux mois plus tard, bien qu'il ne soit pas régicide. 
Il est contraint de se réfugier aux Pays-Bas, où il meurt en 1819, à 64 ans.

## Sources
- « René-Jean Champigny-Clément », dans Adolphe Robert et Gaston Cougny, Dictionnaire des parlementaires français, Edgar Bourloton, 1889-1891 [détail de l’édition]